# لانفاس
لانفاس (به انگلیسی: Llanfaes) یک روستا در بریتانیا است که در انگلسی واقع شده‌است.